# 新加坡—蒙古國關係
新加坡—蒙古國關係，是指歷史上的新加坡和蒙古（包括現在新加坡共和國與蒙古國）之間的雙邊關係。新加坡與蒙古的早期接觸可追溯至1950年蒙古穆斯林朝聖人員抵達新加坡。其後新加坡與蒙古人民共和國於1970年建交。

## 歷史
新加坡與蒙古的早期接觸可追溯至1950年奧托墨冬號接載包括9名蒙古穆斯林的朝聖人員抵達新加坡。此後由於新加坡的反共政策，新加坡與身為共產主義國家的蒙古在建交之前只維持有限度的商貿往來。
1970年6月11日，新加坡與蒙古人民共和國建交，兩年後蒙古駐印度大使采夫恩高木賓·代米德達瓦格兼任蒙古駐新加坡首任大使。1990年，蒙古内阁副主席B·夏拉夫薩木布訪問新加坡，是新加坡與蒙古之間首次官式接觸。1992年，蒙古在新加坡建立貿易代表處，其後在2002年建立總領事館，並在2008年升為大使館，由普雷夫扎夫·干蘇赫出任蒙古首任常駐新加坡大使。1995年，蒙古總理彭查格·扎斯萊訪問新加坡，為蒙古總理首次訪新，而2001年訪新的那楚克·巴嘎班迪則成為首位訪新的蒙古總統。
新加坡方面，1997年起該國駐韓國大使開始兼任駐蒙古大使。2016年，新加坡總理李顯龍訪問蒙古出席亚欧会议，為新加坡總理首次訪蒙。他在蒙古總理扎爾格勒圖勒嘎·額爾登巴特為他舉行的歡迎午宴上表示會在是次訪問中開拓新合作領域，並加強雙邊之間的合作。兩國領導人亦肯定是次訪問為新蒙關係「掀開新篇章」。

## 經貿關係
- 新加坡到蒙古的出口貿易[8]
- 蒙古到新加坡的出口貿易[9]

根據經濟複雜性研究中心網站上的數據，1995年至2002年間，新加坡對蒙古的出口額大致徘徊在1000萬至2000萬美元之間，至2003年整體出口額開始上升，在2013年達超過7000萬美元的新高，但曾在2009年和2012年下跌。機械一直是新加坡出口往蒙古的主要產品，但自2002年起，食品佔出口產品的比重開始上升。
而蒙古對新加坡的出口額自1995年至2003年、2005年、2007年至2012年間大致徘徊在200萬美元以下。2004年時蒙古曾出口大量金到新加坡，致使該年對新加坡的出口額達2000萬美元的新高。其後至2012年因為運輸用品及機械佔出口產品的比例增加而使出口額上升。
1993年、1995年及2002年，新加坡和蒙古曾分別簽訂有關航空服務、投资促进和互惠保护以及避免双重征税的協議。新加坡護照持有人前往蒙古可享14天免簽證待遇，而蒙古護照持有人前往新加坡亦可享30天免簽證待遇。新加坡總理李顯龍訪蒙時曾建議蒙古政府延長新加坡護照持有人赴蒙的免簽期限至30天。
2015年11月25日，為慶祝新蒙建交45周年以及蒙古首部憲法及獨立宣言制訂91周年，蒙古駐新加坡大使館曾在新加坡浮爾頓酒店舉行2015年新加坡－蒙古点石成金商業交流論壇。

## 文化關係
截至2013年，有1000名蒙古官員曾參與新加坡合作計劃，範圍涵蓋金融、經濟發展、英語、資訊科技、城市及環境發展、旅遊等。2009年，新加坡淡馬錫基金會撥款36.4萬美元，與新加坡南洋理工學院和蒙古国家生产力发展中心合作，為90名蒙古高層官員、政府專家、非政府機構及私人企業提供培訓計劃。新加坡亦在公共房屋、公積金及職業培訓方面為蒙古官員提供培訓計劃和考察访问。2016年，新加坡和蒙古簽訂有關能源合作的備忘錄。
有居於蒙古的新加坡人曾經成立非政府組織，協助改善蒙古人的生活。
在 2017-2018 年，有約 7,196 蒙古國人訪問了新加坡，其中約 270 人居住在新加坡；且該年有約 4,804 名新加坡人訪問了蒙古國，其中約 20 名新加坡人居住在蒙古國。

## 外部連結
- 蒙古駐新加坡大使館官方網站 （页面存档备份，存于）